# Chutes Lower Mesa
Les chutes Lower Mesa, en anglais Lower Mesa Falls sont des chutes d'eau des États-Unis situées dans l'Idaho, sur la rivière Henrys Fork, un affluent de la rivière Snake. Elles mesurent 20 mètres de hauteur.

## Géographie
Les chutes Lower Mesa sont situées dans l'Ouest des États-Unis, dans l'Est de l'État de l'Idaho, sur le territoire du Comté de Fremont (Idaho) à environ 26 kilomètres la ville d'Ashton. Elles se trouvent dans la réserve naturelle de la Forêt nationale de Caribou-Targhee.
Elles constituent un accident sur le cours de la rivière Henrys Fork, un affluent de la rivière Snake, en aval des chutes Upper Mesa. Elles mesurent 20 mètres de hauteur.

## Référence
- (en) Cet article est partiellement ou en totalité issu de l’article de Wikipédia en anglais intitulé « Lower Mesa Falls » (voir la liste des auteurs).